# Д50 (дизельный двигатель)
Д50 (иногда Д-50) — советский рядный шестицилиндровый четырёхтактный дизельный двигатель с водяным охлаждением. Применялся на железнодорожном, а позднее и водном транспорте.

## Технические характеристики Д50
Рабочий объём всех 6 цилиндров: 157,2 л (дм³);
Минимальные обороты коленвала: 270 об/мин (для ПД-1 — 300+15 об/мин);
Номинальная частота оборотов: 740 (для ПД-1 — 750+5 об/мин);
Номинальная мощность при максимальных оборотах: 1000 (для ПД-1 — 1200 л. с.);
Эффективное давление, среднее: 9,15 атм;
Удельный расход топлива для работы дизеля при номинальной мощности: 224 г/кВт*ч;
В течение одного часа работы на холостом ходу расходуется топлива: 5,2 кг (для ПД-1 — 6 кг);
Удельный расход масла при работающем дизеле при номинальной мощности: 2,04 г/кВт*ч.

## Проектирование
В августе 1945 года на Танковый завод № 75 (позже — Харьковский завод транспортного машиностроения, изначально — Харьковский паровозостроительный завод) поступило указание о начале работ по созданию нового тепловоза (будущий ТЭ1) как клона американского Да (поступал по ленд-лизу). Одной из причин выбора являлся большой опыт харьковских инженеров по разработке танковых двигателей, которые по параметрам и особенностям работы во многом близки локомотивным. Помимо этого, ещё в 1944 году на завод была направлена группа конструкторов с Коломенского завода, ранее эвакуированного в Киров. Коломенский завод до ВОВ первым в мире серийно строил тепловозы серии ЭЭЛ.
Работы по проектированию двигателя нового тепловоза велись в опытном цехе «1600». Конструкторам предстояло не просто скопировать дизель ALCO 539T (двигатель тепловозов Да), а перевести его размеры из дюймовой в метрическую систему и подогнать их под советские стандарты. Непосредственным руководителем работ был Н. Д Вернер.
В концу 1946 года был выпущен первый дизель Д50.
Двигатель имеет 6 цилиндров диаметром 318 мм, ход поршня — 330 мм, 4 клапана на цилиндр (2 впускных, 2 выпускных) и 2 распредвала: первый на газораспределительный механизм, а второй — на привод топливных насосов высокого давления (ТНВД). Степень сжатия в начале была 11 и турбонаддув 1,2 атм. Мощность 1000 л. с. при 740 об/мин, холостой ход 270 об/мин. Впоследствии степень сжатия возросла до 12,5 и наддув вырос до 1,6 атм. Двигатель стал выдавать 1200 л. с. при 750 об/мин, а холостой ход возрос до 300 об/мин, что привело к увеличению расхода на холостом ходу до 6 литров топлива в час вместо 5,5, но повысило общую топливную эффективность на 5 %. Его производство развернуто в Пензе под маркой ПД-1 и модификации.

## Разновидности
- Д50 — базовая модель, устанавливался на магистральных тепловозах ТЭ1 и ТЭ2.
- Д50С — судовая модификация, был установлен на танкере «Генерал Ази-Асланов», речных ледоколах «Волга» и «Дон», морских буксирах «Голиаф» и «Атлант», теплоходе «Чайка».
- 1Д50 — устанавливался на передвижной железнодорожной электростанции ПЭ-1.
- 2Д50 — отличался профилем кулачков газораспределительного вала, конструкцией турбовоздуходувки и выпускных коллекторов. Устанавливался на маневровых тепловозах ТЭМ1. Имел повышенную за счёт большего давления наддува мощность (на 15 %), применялся на ТЭ2п.
- 4Д50 — судовой вспомогательный дизель-генератор.
- 5Д50 — устанавливался на ранних китобойных судах типа «Мирный» и дизель-электрических морских буксирах пр. 733 в качестве главных дизель-генераторов. Мощность 900 л.с.[1]
- 5Д50М ( "6ЧМ 31,8/33-1")  — устанавливался на поздних китобойных судах типа «Мирный».[1]  Два двигателя установлено на туере Енисей. Мощность 1000 л. с.
- Д55 — газодизель, был применён на опытном тепловозе ТЭ4.